# NTUC FairPrice
NTUC FairPrice est la plus grande chaîne de supermarchés de Singapour. L'entreprise est une coopérative du National Trades Union Congress (NTUC). Le groupe possède plus de 100 supermarchés sur l'île, avec plus de 160 points de vente de magasins de proximité Cheers dans toute l'île.
Le 22 juillet 1973, le Premier ministre Lee Kuan Yew a ouvert le premier supermarché du groupe au bloc 192, Toa Payoh Lorong 4.

## Syndicat
Les employés de NTUC FairPrice sont représentés par le Food, Drinks and Allied Workers' Union (FDAWU), une filiale du National Trades Union Congress (NTUC).